# Zmrzlík von Schweißing

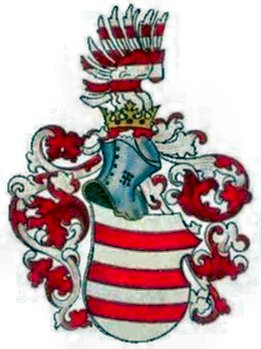
Wappen der Ritter von Schweißing

Zmrzlík von Schweißing (tschechisch Zmrzlíkové ze Svojšína) waren ein altes böhmisches und österreichisches Adelsgeschlecht, das dem Ritterstand angehörte. Deren Ahnen wurden als Herren von Schweißing bereits im 12. Jahrhundert urkundlich erwähnt.

## Geschichte
Das westlich von Mies (Stříbro) gelegene Pfarrdorf Schweißing (Svojšín) war der Stammort dieses weitverzweigten Geschlechts, dessen Linien nach ihren jeweiligen Sitzen verschiedene Namen führten.
Ihre gemeinschaftlichen Ahnen waren Ulrich und Beneda, Söhne des Tiburz von Schweißing (1175–1196). Familienangehörige erscheinen immer wieder in Urkunden (1290: Beneda; 1315: Söhne Beneda und Heinrich; 1380: Ulrich, Herr auf Schweißing; 1407: Protiwa als Teilbesitzer des Gutes).
Eine gewisse Bedeutung erlangte Peter von Schweißing mit dem Beinamen Zmrzlík, der einerseits oberster Münzmeister sowie Herr auf Worlik, Karlsberg und Brzeznitz als auch Anhänger der Kalixtiner (Kelchner), einer Abspaltung der Hussiten, war und 1421 bei der Vertreibung aus Tábor zu Tode kam. Seine Söhne Peter, Johann und Wenzel schlossen sich den Taboriten an. Sie nahmen am politischen Leben teil, aber auch an den Kriegszügen der Hussiten. Unter der Herrschaft des Georg von Podiebrad gehörten sie zu seinen starken Verbündeten. Seine (wahrscheinlich) Urenkel Peter († 1553), Zdenko († 1558) und Wenzel († 1565) Schweißing von Zmrzlík starben ohne männliche Nachfolger.
Protiwa von Schweißing, ein Verwandter Peters, hingegen blieb dem alten Glauben treu und zählte 1427 zum Pilsener katholischen Adel. Sein Sohn Zdenko von Schweißing starb 1496.
Besitztümer waren Worlik, Bresnitz, Schlüsselburg, Burg Kašperk.
Die Familie ist im Mannesstamm erloschen.

## Wappen
Stammwappen: Drei rote Balken in Silber.